# 이케다엔역
이케다엔역(일본어: 池田園駅)은 일본 홋카이도 가메다 군 나나에정에 있던 홋카이도 여객철도 하코다테 본선(사와라 지선)의 역이다. 역 번호는 N71이며, 섬식 승강장 1면 1선의 구조를 가진 지상역이다.

## 역 주변
- 하코다테 나나에 스키장

## 역사
- 1929년 1월 5일 : 오니야나기역(일본어: 鬼柳駅)으로서 개업.
- 월일 불명 : 이케다엔역으로 개칭.
- 1987년 4월 1일 : 민영화에 따라, 홋카이도 여객철도로 이관.
- 2022년 3월 12일 : 이용객 감소, JR 시간표 개정으로 인하여 폐지.

## 인접 정차역
| 홋카이도 여객철도 하코다테 본선 | 홋카이도 여객철도 하코다테 본선 | 홋카이도 여객철도 하코다테 본선 |
| ------------------------------- | ------------------------------- | ------------------------------- |
| H68 오누마 오누마 방면          | 사와라 지선                     | 나가레야마온센 N70 모라 방면    |